# Patín Carrera en los Juegos Suramericanos de 2014: 300m Contrarreloj masculino
La prueba de 300m contrarreloj masculino de Patín Carrera en Santiago 2014 se llevó a cabo en el Patinódromo del Estadio Nacional el día 8 de marzo. Participaron 7 patinadores.

## Resultados[1]
| #                 | País      | Patinador        | Resultados |
| ----------------- | --------- | ---------------- | ---------- |
| Medalla de oro    | Chile     | Emanuelle Silva  | 24.464     |
| Medalla de plata  | Colombia  | Andrés Jiménez   | 24.799     |
| Medalla de bronce | Venezuela | Jhoan Guzmán     | 24.946     |
| 4                 | Argentina | Juan Cruz Araldi | 25.249     |
| 5                 | Ecuador   | Erick Vera       | 26.286     |
| 6                 | Panamá    | Gabriel Cisneros | 27.826     |
| 7                 | Uruguay   | Pablo da Rosa    | 30.599     |